# MCP – Collision Prevent
MCP – Collision Prevent, oft kurz nur MCP, ist ein preisgekrönter fiktiver Werbespot von Tobias Haase.

## Handlung
Eine moderne Mercedes-Limousine fährt in ein kleines, ländliches Dorf. Die Kleidung der Menschen, ihre Arbeitsmethoden, das ganze Umfeld wirkt, als wäre es noch Ende des 19. Jahrhunderts. Das Auto, von dem während des gesamten Films weder Fahrer noch Insassen zu erkennen sind, nähert sich einer Gruppe spielender Mädchen. Dank des automatischen Notbremsassistenten kommt der Wagen rechtzeitig zum Stehen, die Kinder werden von einer herbeigeeilten Erwachsenen sicher von der Straße geleitet.
Ein Junge ist zu sehen, er lässt einen Drachen steigen. Er wird dabei aus der Ferne von seiner Mutter, Klara, die gerade im Freien Wäsche zum Trocknen aufhängt, beobachtet. Mittlerweile hat der Wagen wieder beschleunigt, er wird schneller und schneller, auch die Hintergrundmusik, bis dahin sehr langsam und ruhig, nimmt an Fahrt auf. Ein dumpfer Knall, kurz wird ein Photo Adolf Hitlers eingeblendet, die Frau ruft „Adolf!“ und beginnt, zum Ort des Geschehens laufen. Der Mercedes verlässt das Dorf, auf dem Ortsschild steht zu lesen: „Kronland: Oberösterreich, Ortschaft: Braunau am Inn“. Es folgen nacheinander eingeblendet der Slogan Erkennt Gefahren, bevor sie entstehen, anschließend ein verschwommener Mercedesstern, teilweise verdeckt von einem Balken Not authorized und mit der Unterzeile Collision Prevention Assist. Schließlich ist ein Schrei der Frau zu hören: „Adolf!“ Der Film endet mit einem Blick von oben auf die Leiche des Jungen. Mit den seltsam abgewinkelten Gliedmaßen hat sie die Form eines Hakenkreuzes.

## Entstehungsgeschichte

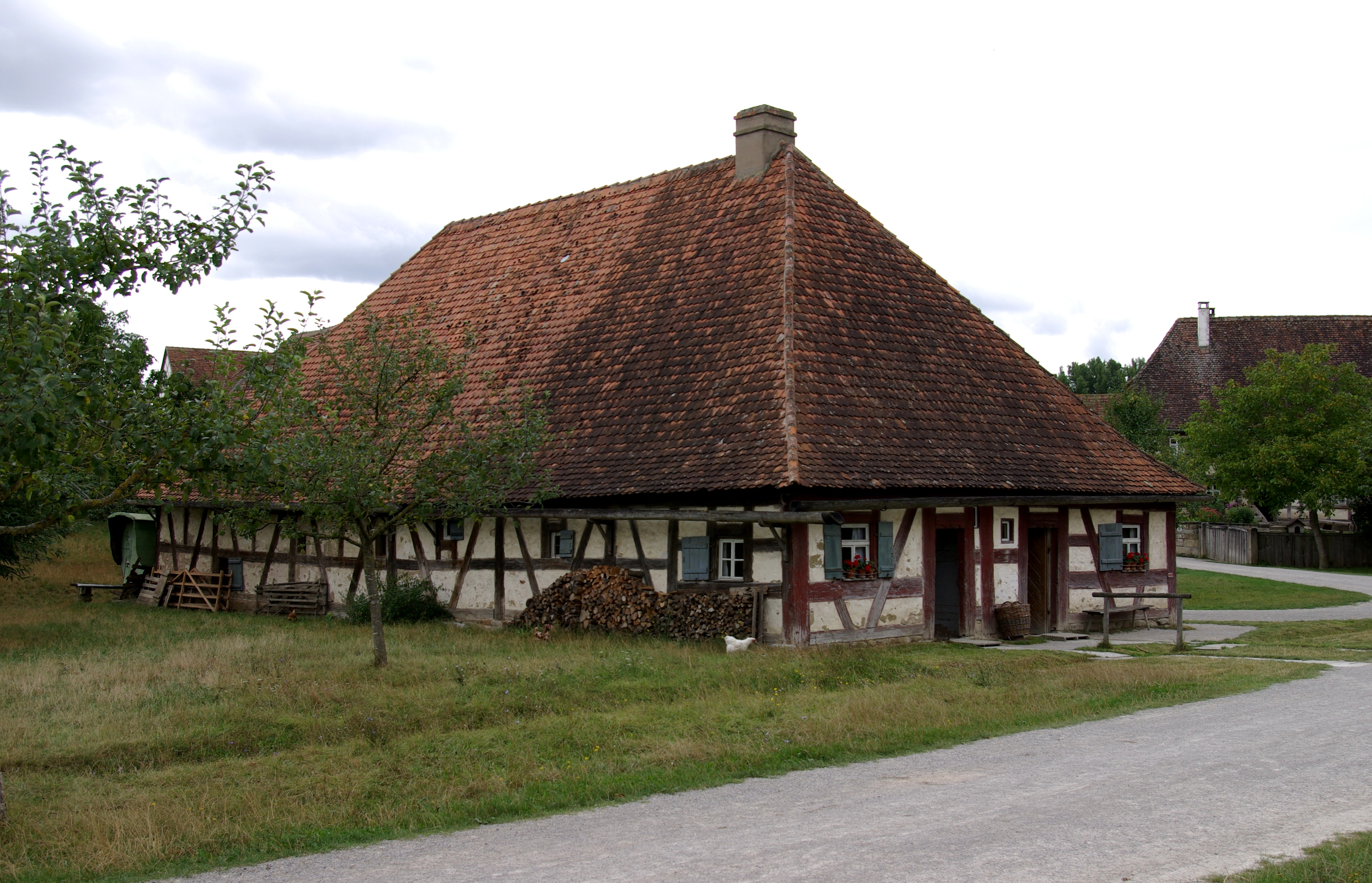
Die Schäferei im Freilandmuseum Bad Windsheim ist auch im Film zu sehen

Die Idee zu dem Film entstand während eines Studienseminars, an dem Regisseur Haase, damals noch Student an der Filmakademie Baden-Württemberg, bei Jung von Matt teilnahm. Bei dieser Werbeagentur, welche die Kampagne für den tatsächlich existierenden Notbremsassistenten Collision Prevention Assist für die Mercedes-Fahrzeuge produzierte, war zu diesem Zeitpunkt Gun Aydemir beschäftigt. Er regte den Gedanken nicht nur an, sondern erstellte in der Folge auch das Drehbuch.
Gedreht wurde der Film im Fränkischen Freilandmuseum Bad Windsheim.
Die Daimler AG, herstellendes Unternehmen der Mercedes-Benz-Fahrzeuge, setzte sich nach Bekanntwerden des Inhalts mit den Machern des Filmes in Verbindung. Die Firma störte sich daran, dass der Tod eines Kindes für Werbezwecke missbraucht werde, selbst wenn es sich nur um einen fiktiven Werbespot handele. Außerdem halte man die Verwendung von Bezügen zum Nationalsozialismus für unangemessen. Unternehmen und Filmemacher einigte sich darauf, zu Beginn und zum Schluss ganzseitig, während des Filmes am unteren Rand, einen Hinweis in deutscher und englischer Sprache einzublenden, dass es sich weder um einen autorisierten Werbespot handele noch dass dieser in einer Verbindung zum Unternehmen oder dem Fahrzeugnamen stehe. Die Daimler AG distanzierte sich in einer Pressemitteilung ausdrücklich vom Inhalt des Spots.

## Rezeption
MCP wurde als Studienabschlussarbeit Haases beim First Steps Award 2013 in Berlin eingereicht.  Bereits vor der offiziellen Vorstellung hatte der Film bei Zuschauern höchst unterschiedliche Reaktionen ausgelöst, ebenso dann beim Festival selbst. Kritisch gesehen wurde insbesondere, dass Adolf Hitler und der Nationalsozialismus für Werbezwecke thematisiert wurden. Hinterfragt wurde außerdem, ob intelligente Maschinen eigenständig über Leben und Tod eines Menschen entscheiden dürften und welche Konsequenzen dies für die Gesellschaft haben könne. Nach Angaben der Filmjury hatte noch kein Beitrag zuvor eine solch kontroverse Debatte in ihren Reihen verursacht. Gleichwohl vergab sie nicht nur den ersten Preis in der Kategorie Werbefilm an Haase und MCP, sondern betonte gleichzeitig, dass die Kreativbranche Verfechter solcher Ideen brauche. Der Film zwinge den Betrachter regelrecht dazu, sich eine Meinung zu bilden.

## Auszeichnungen
- Medienfestival Villingen-Schwenningen 2015: Publikumspreis
- Internationales Werbefilmfestival Spotlight, Mannheim 2014: Silber, Gewinner Publikumspreis
- Porsche International Student Advertising Film Award, Ludwigsburg 2013: Nominierung Shortlist
- First Steps Award, Berlin 2013: Preisträger in der Kategorie Werbefilm